# Mislav Grgić
Mislav Grgić (Osijek, 1973.) hrvatski je sveučilišni profesor. Redoviti profesor u trajnom zvanju. Bio je dekan FER-a od 2014. do 2018. godine. Bio je voditelj alumni-zajednice FER-a od 2018. do 2022. godine i bio je posebni savjetnik rektora Sveučilišta u Zagrebu za područja STEM i međunarodne projekte od 2015. do 2022. godine. Trenutačno obnaša dužnost predsjednik Kluba dekana - udruge bivših dekana svih fakulteta u Republici Hrvatskoj.

## Životopis
Mislav Grgić rođen je 1973. godine u Osijeku, od oca Josipa i majke Danice. Po narodnosti je Hrvat i državljanin je Republike Hrvatske. Osnovnu školu završio je u Osijeku. Srednju školu završio je na XV. gimnaziji (MIOC) u Zagrebu 1992. godine. Iste godine upisuje Fakultet elektrotehnike i računarstva (FER) Sveučilišta u Zagrebu. Tijekom studija primio je četiri Rektorove nagrade te je bio stipendist Grada Zagreba. Diplomirao je s naglaskom na znanstvenoistraživačkom radu na FER-u 1997. godine. Magistarski rad obranio je 1998. godine. Doktorsku disertaciju obranio je 2000. godine. Od 1999. do 2000. godine boravio je na znanstvenom usavršavanju na Sveučilištu u Essexu, Ujedinjeno Kraljevstvo.
Od srpnja 1997. godine zaposlen je na FER-u u Zavodu za komunikacijske i svemirske tehnologije. U siječnju 2016. godine izabran je u najviše znanstveno-nastavno zvanje redoviti profesor u trajnom izboru, u području tehničkih znanosti, polje elektrotehnika, grana radiokomunikacije. U svibnju 2018. godine izabran je u najviše znanstveno zvanje znanstveni savjetnik u trajnom zvanju, u znanstvenom području tehničkih znanosti, polje računarstvo.
Prof. dr. sc. Mislav Grgić sudjelovao je na 15 međunarodnih i 13 domaćih znanstvenih projekata - iz područja elektrotehnike, računarstva i informacijsko-komunikacijske tehnologije (ICT). Autor je više od 200 znanstvenih i stručnih radova objavljenih u knjigama, časopisima ili zbornicima skupova. Urednik je četiri znanstvene knjige, autor četiri poglavalja u znanstvenim knjigama te je bio gost-urednik četiri međunarodna znanstvena časopisa. Član je više od 110 međunarodnih programskih i organizacijskih odbora znanstvenih konferencija.
Jedan je najcitiranijih znanstvenika na Sveučilištu u Zagrebu, s preko 5600 citata prema bazi Google Scholar (h-indeks: 33), pri čemu je najcitiraniji znanstvenik FER-a.
Osnivač je i prvi voditelj programa "ŠUZA - Iz škole u znanost i akademsku zajednicu" - službenog programa popularizacije FER-a, koji se provodi u suradnji s osnovnim i srednjim školama. Suutemeljitelj je i prefekt Akademskog muškog zbora FER-a i Ženskog vokalnog sastava Rezonanca FER-a. Počasni je član Hrvatskog pjevačkog društva "Slavulj" Petrinja.
Aktivno govori i piše engleski jezik, a pasivno njemački i makedonski jezik.

## Akademske i stručne dužnosti
Od 2010. do 2014. godine obnašao je dužnost prodekana za znanost FER-a, a od 2014. do 2018. godine obnašao je dužnost dekana FER-a. Od 2015. do 2022. godine bio je posebni savjetnik rektora za područja STEM i međunarodne projekte. Od 2018. do 2022. godine bio je voditelj alumni-zajednice na FER-u. Od studenoga 2018. do rujna 2020. godine bio je član Savjeta za strateški razvoj Končar-Elektroindustrije, a od siječnja 2019. do lipnja 2020. godine obnašao je dužnost savjetnika za znanost predsjednika Uprave Končar-Elektroindustrije. Od studenoga 2022. godine obnaša dužnost predsjednik Kluba dekana - udruge bivših dekana svih fakulteta u Republici Hrvatskoj.
Od ožujka 2014. do ožujka 2018. godine obnašao je dužnost potpredsjednika udruge "Energy Platform Living Lab - Udruga za otvorene inovacije u energetici". Od studenoga 2015. do kolovoza 2018. godine bio je predsjednik Upravnog vijeća ustanove Inovacijski centar Nikola Tesla. Od studenoga 2015. godine član je Nakladničkog savjeta Hrvatskih sveučilišnih novina - Universitas. Od svibnja 2016. godine član je Uredničkog vijeća Hrvatskoga biografskoga leksikona za struku 'elektrotehnika' pri Leksikografskom zavodu Miroslav Krleža.
Od srpnja 2019. godine primljen je kao redoviti član u Academia Europaea - Europsku akademiju sa sjedištem Londonu, koja je osnovana 1988. godine i u kojoj, između ostalih, djeluje preko 70 dobitnika Nobelove nagrade.

## Znanstvene i stručne organizacije
Od 2012. godine redoviti je član Akademije tehničkih znanosti Hrvatske (HATZ), u kojoj je bio član suradnik od 2004. do 2012. godine. Od 2013. do 2016. godine obnašao je dužnost predsjednika Hrvatske sekcije IEEE (The Institute of Electrical and Electronics Engineers) koja ima gotovo 700 članova - inženjera i studenata elektrotehnike i računarstva u Hrvatskoj.
Od 2005. do 2008. godine bio je član radne skupine za pripremu pregovora - pravne stečevine Europske unije pri pristupanju Republike Hrvatske Europskoj uniji za poglavlje pregovora 10: "Informacijsko društvo i mediji", kroz koju je uspješno sudjelovao na multilateralnom i bilateralnom screeningu u Bruxellesu. Od 2008. do 2011. godine bio je vanjski član Odbora za pomorstvo, promet i veze Hrvatskoga sabora za područje telekomunikacija.
Član je Izvršnog odbora Hrvatskog društva Elektronika u pomorstvu - ELMAR i dugogodišnji voditelj programskog odbora znanstvenog simpozija Elektronika u pomorstvu - ELMAR. Od travnja 2012. godine do danas zamjenik je voditelja Vijeća preddiplomskog studija inženjerstva na engleskom jeziku. Od siječnja 2018. godine član je Vijeća dislociranog sveučilišnog preddiplomskog studijskog programa Energetska učinkovitost i obnovljivi izvori u Šibeniku Sveučilišta u Zagrebu. Od lipnja 2009. do lipnja 2013. godine bio je član Odbora za međunarodnu suradnju Akademije tehničkih znanosti Hrvatske (HATZ). Od veljače 2016. godine član suradnik je Znanstvenog vijeća za obrazovanje i školstvo Hrvatske akademije znanost i umjetnosti (HAZU).
Član je najznačajnijih svjetskih stručnih udruga/društava: IEEE, IEEE Computer Society, IEEE Communications Society, IEEE Signal Processing Society, IEEE Engineering in Medicine and Biology Society, IEEE Computational Intelligence Society, EURASIP - The European Association for Signal Processing, SPIE - Society of Photo-Optical Instrumentation Engineers. Član je domaćih stručnih udruga: ELMAR - Hrvatsko društvo Elektronika u pomorstvu te AMAC-FER - Zajednice diplomiranih inženjera Fakulteta elektrotehnike i računarstva Sveučilišta u Zagrebu (Almae Matris Alumni Croaticae - FER). Promoviran je u status Senior Member društva IEEE (2006. godine) i društva SPIE (2021. godine).

## Nagrade i priznanja
Odlukama Fakultetskog vijeća FER-a dodijeljene su mu brončana plaketa "Josip Lončar" za posebno istaknuti diplomski rad, srebrna plaketa "Josip Lončar" za posebno istaknuti magistarski rad i zlatna plaketa "Josip Lončar" za veliki doprinos razvoju i uspješno upravljanje Fakultetom, za znanstveni doprinos u području digitalne obrade slike i multimedijskih komunikacija, za popularizaciju znanosti te za sveukupno podizanje prepoznatljivosti Fakulteta svojim znanstvenoistraživačkim i stručnim radom - 1997., 1999. i 2020. godine. Godine 2005. dobio je nagradu mladom znanstveniku "Vera Johanides" Akademije tehničkih znanosti Hrvatske (HATZ) za znanstveni doprinos u području multimedijskih komunikacija. Godine 2016., u povodu Dana Sveučilišta (Dies Academicus), rektor Sveučilišta u Zagrebu dodijelio mu je posebno priznanje za predani i angažirani rad. U svibnju 2017. dodijeljena mu je Nagrada Grada Zagreba za veliki doprinos znanstvenom radu i djelovanju u Zagrebu. U listopadu 2017. godine dobiva priznanje Sveučilišta u Zagrebu za izniman doprinos razvoju sveučilišnog športa u akademskoj godini 2016./2017. Najveću sveučilišnu nagradu u području tehničkih znanosti - Nagradu "Fran Bošnjaković" Sveučilišta u Zagrebu - dobiva u studenome 2017. godine za zapažene rezultate u znanstvenom, nastavnom i stručnom radu te promicanju znanstvene discipline i struke. U studenome 2017. godine dobiva Nagradu za izniman doprinos Hrvatskoj sekciji IEEE.
Predsjednica Republike Hrvatske gđa Kolinda Grabar-Kitarović odlikovala ga je u lipnju 2019. godine Redom Danice hrvatske s likom Ruđera Boškovića za osobite zasluge za znanstveni rad, popularizaciju znanosti i privlačenje međunarodnih projekata. U prosincu 2019. godine u Hrvatskome saboru uručena mu je Godišnja državna nagrada za popularizaciju i promidžbu znanosti za 2018. godinu, koju skupno dobiva s još troje suradnika s FER-a.

## Aktivnosti u udrugama
Član je Matice hrvatske, Družbe "Braća Hrvatskoga Zmaja", Bratovštine Svih Svetih iz Korčule, Hrvatskog grboslovnog i zastavoslovnog društva i Hrvatske akademske zajednice. U Družbi "Braća Hrvatskoga Zmaja" obnaša dužnost Velikoga meštra od 2021. do 2026. godine, a prethodno je, od siječnja 2017. do svibnja 2019. godine, obnašao dužnost herolda - pročelnika zmajskog heraldičkog ureda te je od 2017. do 2021. godine bio član povjerenstva za Stari grad Ozalj, koje upravlja dvorcem iz 1244. godine. U Hrvatskoj akademskoj zajednici predsjednik je Akademskog vijeća HAZ-a, član Predsjedništva HAZ-a i član Glavnog odbora HAZ-a. Podupirući je član Udruge obitelji s troje ili više djece (udruga Obitelji 3plus).
Utemeljitelj je nekoliko udruga građana: Hrvatskog vijeća europskog pokreta, Hrvatskog kluba za međunarodnu suradnju, Hrvatske juniorske komore te Hrvatskog akademsko-poslovnog kluba.

## Osobni život
Mislav Grgić oženjen je sa Sonjom Grgić (rođ. Bauer), sveučilišnom profesoricom. Otac je jednog djeteta. Po svjetonazoru je demokršćanin. Rimokatolik je i vjernik. Mlađi je brat Siniše Grgića.

## Vanjske poveznice
- Prof. dr. sc. Mislav Grgić - osobna web-stranica: http://www.mislavgrgic.info/